# Лука Томбекана Моноџа
Др Лука Томбекана Моноџа (енгл. Luka Tombekana Monoja) је министар трговине и индустрије у влади Јужног Судана. На позицију је постављен 10. јула 2011. од стране председника државе и премијера Салве Кира Мајардита. Мандат министра је пет година. Претходно је обављао исту функцију у влади Аутономног региона Јужни Судан од 2005. до 2010. године.